# Veliki knez
Veliki knez (latinski magnus princeps, bjeloruski вялíкі князь, vjaliki knjaz, njemački Großfürst, finski suuriruhtinas, danski storfyrste, ruski великий князь, velikij knjaz; švedski storfurste, slovenski veliki knez, srpski veliki župan/велики жупан, litavski didysis kunigaikštis, mađarski nagyfejedelem, češki velkokníže, poljski wielki książę, turski büyük prens, granprens, ukrajinski великий князь, velikij knjaz), naslov je koji je po časti ispod imperatora i cara, a iznad suverena princa (ili Fürsta).

## Naslovi i forme adrese
U modernim vremenima ruski veliki knez ili velika kneginja naslovljavaju se kao Carska Visost.

## Više informacija
- knjaz
- monarh
- Fürst
- principat
- veliki knez Finske
- veliki knez Mađara
- Velika Kneževina Poznan
- veliki knez Litve
- Velika Kneževina Moskva
- veliki knez Poljaka i knez Krakova
- plemstvo
- kraljevski i plemićki rangovi
- plemićke titule
- veliki knez Rusije